# 西幸町 (豊橋市)
西幸町（にしみゆきちょう）は、愛知県豊橋市の地名。

## 地理
豊橋市中央南東部に位置する。東は東幸町、南は浜道町・藤並町に接する。

### 字一覧
- 笠松（かさまつ）[WEB 5]
- 古並（こなみ）[WEB 5]
- 浜池（はまいけ）[WEB 5]
- 東脇（ひがしわき）[WEB 5]
- 幸（みゆき）[WEB 5]

## 歴史

### 町名の由来
1927年（昭和2年）の陸軍大演習の際に天皇の行幸があったことによる。

### 人口の変遷
国勢調査による人口および世帯数の推移。
| 1995年（平成7年）  | 1309世帯 4208人 |  |
| 2000年（平成12年） | 1501世帯 4508人 |  |
| 2005年（平成17年） | 1650世帯 4866人 |  |
| 2010年（平成22年） | 1706世帯 4944人 |  |
| 2015年（平成27年） | 1753世帯 5026人 |  |
| 2020年（令和2年）  | 1897世帯 5173人 |  |

### 沿革
- 1957年（昭和32年） - 豊橋市高師町・浜道町・佐藤町の各一部により、同市西幸町が成立[2]。

## 交通
- 愛知県道東三河環状線[1]
- JR東海道本線[1]
- 東海道新幹線[1]

## 施設
- 豊橋市建設基地[1]
- 高師台地区市民館[1]
- 幸校区市民館[1]
- 豊橋市立幸小学校[1]
- 豊橋市立高師台中学校[1]
- 高師東保育園[1]
- 愛知県東三河家畜保健衛生所[1]
- 豊橋市開拓農協岩西支所[1]
- 豊橋市畜産農協[1]
- 愛知経済連豊橋流通センター[1]
- 豊橋家畜市場[1]
- 経済連豊橋食肉センター食鶏処理場[1]
- 豊橋養鶉農業協同組合[1]
- 豊橋食鳥協同組合[1]
- 豊橋市医師会館[1]
- 豊橋市臨床検査センター[1]
- 豊橋准看護婦学校[1]
- 御幸神社[1]

### WEB
1. ↑  “愛知県豊橋市の町丁・字一覧”.   人口統計ラボ. 2023年4月13日閲覧。
2. 1 2  総務省統計局 (2022年2月10日). “令和2年国勢調査の調査結果(e-Stat) - 男女別人口，外国人人口及び世帯数－町丁・字等” (CSV). 2023年8月2日閲覧。
3. ↑  “愛知県豊橋市の郵便番号一覧”.   日本郵便. 2023年4月13日閲覧。
4. ↑  “市外局番の一覧” (PDF).   総務省 (2022年3月1日). 2022年3月22日閲覧。
5. 1 2 3 4 5  “愛知県豊橋市 住所一覧から地図を検索”.   ONE COMPATH. 2023年8月17日閲覧。
6. ↑  総務省統計局 (2014年3月28日). “平成7年国勢調査の調査結果(e-Stat) - 男女別人口及び世帯数 －町丁・字等” (CSV). 2021年7月20日閲覧。
7. ↑  総務省統計局 (2014年5月30日). “平成12年国勢調査の調査結果(e-Stat) - 男女別人口及び世帯数 －町丁・字等” (CSV). 2021年7月20日閲覧。
8. ↑  総務省統計局 (2014年6月27日). “平成17年国勢調査の調査結果(e-Stat) - 男女別人口及び世帯数 －町丁・字等” (CSV). 2021年7月21日閲覧。
9. ↑  総務省統計局 (2012年1月20日). “平成22年国勢調査の調査結果(e-Stat) - 男女別人口及び世帯数 －町丁・字等” (CSV). 2021年7月21日閲覧。
10. ↑  総務省統計局 (2017年1月27日). “平成27年国勢調査の調査結果(e-Stat) - 男女別人口及び世帯数 －町丁・字等” (CSV). 2021年7月21日閲覧。

### 書籍
1. 1 2 3 4 5 6 7 8 9 10 11 12 13 14 15 16 17 18 19 20 21 22 23  「角川日本地名大辞典」編纂委員会 1989, p. 1792.
2. 1 2  「角川日本地名大辞典」編纂委員会 1989, p. 1022.